# SK Rapid Dunaj
Sportklub Rapid Wien (slovensko: Športni klub Rapid Dunaj) je avstrijski nogometni klub iz Dunaja. Njihov stadion se imenuje Stadion Ernst Happel. Je najtrofejnejši avstrijski klub in navijaška skupina se imenuje Ultras Rapid 1988.

## Uspehi
- Avstrijsko prvenstvo   :
  - 32× avstrijski prvak: 1912, 1913, 1916, 1917, 1919, 1920, 1921, 1923, 1929, 1930, 1935, 1938, 1940, 1941, 1946, 1948, 1951, 1952, 1954, 1956, 1957, 1960, 1964, 1967, 1968, 1982, 1983, 1987, 1988, 1996, 2005, 2008
- Avstrijski pokal   :
  - 14× avstrijski pokalni zmagovalec: 1919, 1920, 1927, 1946, 1961, 1968, 1969, 1972, 1976, 1983, 1984, 1985, 1987, 1995
- Avstrijski nogometni superpokal   :
  - 3× zmagovalci avstrijskega superpokala: 1986, 1987, 1988

- Finalisti prvenstva in pokala   :
  - 12× avstrijski finalisti pokala: 1929, 1934, 1959, 1960, 1966, 1971, 1973, 1986, 1990, 1991, 1993, 2005
  - 25× avstrijski podprvak: 1914, 1918, 1928, 1933, 1934, 1947, 1949, 1950, 1958, 1959, 1965, 1966, 1973, 1977, 1978, 1984, 1985, 1986, 1997, 1998, 1999, 2001, 2009, 2012, 2014

## Trenerji
| - Dionys Schönecker 1910–1925 - Stanley Willmott 1925–1926 - Edi Bauer 1926–1936 - Leopold Nitsch 1936–1945 - Hans Pesser 1945–1953 - Josef Uridil 1953–1954 - Viktor Hierländer 1954–1955 - Leopold Gernhardt 1955 - Franz Wagner 1955 - Alois Beranek 1956 - Franz Wagner 1956 - Max Merkel 1956–1958 - Rudolf Kumhofer 1958–1959 - Robert Körner 1959–1966 - Rudolf Vytlacil 1966–1968 - Karl Decker Okt.–Nov. 1968 | - Rudolf Vytlacil 1968–1969 - Karl Rappan 1969–1970 - Gerd Springer 1970–1972 - Robert Körner 1972 - Ernst Hlozek 1972–1975 - Josef Pecanka 1975 - Franz Binder/R. Körner 1975–1976 - Anton Brzezanczyk 1976–1977 - Robert Körner 1977–1978 - Karl Schlechta 1978–1979 - Walter Skocik 1979–1982 - Rudolf Nuske 1982 - Otto Barić 1982–1985 - Vladimir Marković 1985–1986 - Otto Barić 1986–1988 - Wilhelm Kaipel 1988 | - Vladimir Marković 1988–1989 - Hans Krankl 1989–1992 - August Starek 1992–1993 - Hubert Baumgartner 1993–1994 - Ernst Dokupil 1994–1998 - Heribert Weber 1998–2000 - Ernst Dokupil 2000–2001 - Peter Persidis 2001 - Lothar Matthäus 2001–2002 - Josef Hickersberger 2002–2005 - Georg Zellhofer januar 2006–avgust 2006 - Peter Pacult september 2006–april 2011 - Zoran Barisic april 2011–maj 2011 - Peter Schöttel junij 2011–april 2013 - Zoran Barisic april 2013– |

## Kapetani od 1911 do sedaj
- 1911-1925  Richard Kuthan
- 1925-1928   Leopold Nitsch
- 1928-1931  Ferdinand Wesely
- 1931-1937   Josef Smistik
- 1937-1948   Franz Binder
- 1949-1954   Leopold Gernhardt
- 1954-1956  Robert Körner
- 1956-1964  Gerhard Hanappi
- 1964-1965  Paul Halla
- 1965-1970  Walter Glechner
- 1970-1972   Rudolf Flögel
- 1972  Ewald Ullmann
- 1973-1975  Gerhard Sturmberger
- 1975-1976   Norbert Hof
- 1976-1978   Hans Krankl
- 1978-1979  Werner Walzer
- 1979-1980   Peter Persidis
- 1981  Heribert Weber
- 1981-1985  Hans Krankl
- 1986-1989  Heribert Weber
- 1989-1992  Reinhard Kienast
- 1992-1995   Robert Pecl
- 1995-1997   Michael Konsel
- 1997-2001  Peter Schöttel
- 2001  Krzysztof Ratajczyk
- 2002-2003  Andreas Herzog
- 2003-2005  Steffen Hofmann
- 2006  Helge Payer
- 2006-2007  Martin Hiden
- 2008-  Steffen Hofmann

## Nekdanji znani igralci
| - Ernst Happel - Andreas Ivanschitz - Günther Happich - Andreas Heraf - Andreas Herzog - Josef Hickersberger - Martin Hiden - Erwin Hoffer - Alfred Hörtnagl - Erwin Fuchsbichler - György Garics - Max Hagmayr - Paul Halla - Gerhard Hanappi - Robert Dienst - Franz Wagner - Heribert Weber - Arnold Wetl - Jürgen Macho - Stefan Maierhofer - Christian Keglevits - Norbert Hof | - Johann Pregesbauer - Erich Probst - Rudolf Raftl - Karl Rappan - Andreas Reisinger - Helge Payer - Robert Pecl - Hans Pesser - Heimo Pfeifenberger - Markus Katzer - Roman Kienast - Lukas Königshofer - Michael Konsel - Ümit Korkmaz - Alfred Körner - Robert Körner - Hans Krankl - Bernd Krauss - Dietmar Kühbauer - Peter Schöttel - Peter Stöger - Josef Smistik | - Mate Bilić - Zlatko Kranjčar - Mario Tokić - Nikica Jelavić - Jacob Laursen - Sven Lindman - Hugo Maradona - Hernán Medford - Antonín Panenka - Mehdi Pashazadeh - Dejan Savićević - Branko Bošković - Markus Heikkinen - Fabiano Lima - Jan Åge Fjørtoft - Ragnvald Soma - Samuel Ipoua - Trifon Ivanov - Terrence Boyd - Peter Hlinka - Peter Persidis - Ante Jazić | - Alfred Jermaniš - Carsten Jancker - Gerhard Poschner - Gaston Taument - Jan Vennegoor of Hesselink - Hamdi Salihi - Andrey Lebedzev |